# Adiplosis toxicodendri
Adiplosis toxicodendri är en tvåvingeart som först beskrevs av Ephraim Porter Felt 1907.  Adiplosis toxicodendri ingår i släktet Adiplosis och familjen gallmyggor. Inga underarter finns listade i Catalogue of Life.